# Mecânica dos solos
A mecânica dos solos é uma disciplina da engenharia civil, ambiental, sanitária, que procura prever o comportamento de maciços terrosos quando sujeitos a solicitações provocadas, por exemplo, por obras de engenharia.
Todas as obras de engenharia civil, de uma forma ou de outra, apoiam-se sobre o solo, e muitas delas, além disso, utilizam o próprio solo como elemento de construção, como por exemplo as barragens e os aterros de estradas. Portanto, a estabilidade e o comportamento funcional e estético da obra serão determinados, em grande parte, pelo desempenho dos materiais usados nos maciços terrosos. Já engenharia ambiental ou sanitária utiliza o conhecimento nesta área toda voltada a área ambiental desda forma de preservação quanto da forma de remediação/extração de composto do solo.
Karl von Terzaghi é internacionalmente reconhecido como o fundador da  mecânica dos solos, pois  seu trabalho sobre adensamento de solos é considerado o marco inicial deste novo ramo da ciência na engenharia.

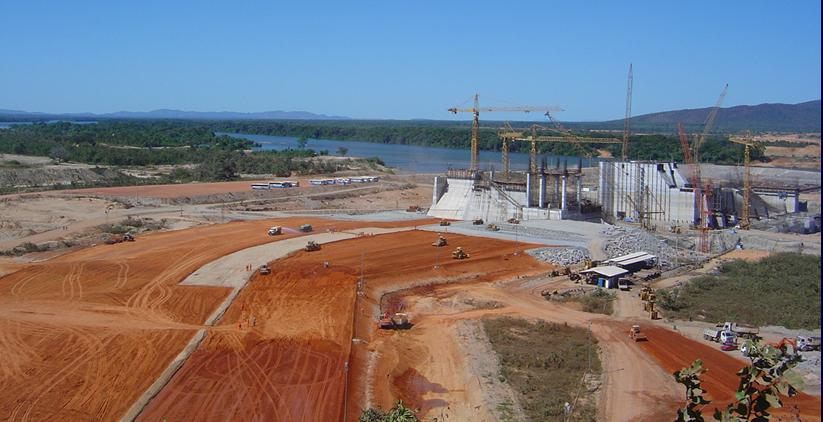
Vista da barragem de terra da margem direita da Usina Hidrelétrica Peixe Angical, durante sua construção no rio Tocantins, estado do Tocantins, Brasil.

## Origem e formação dos solos

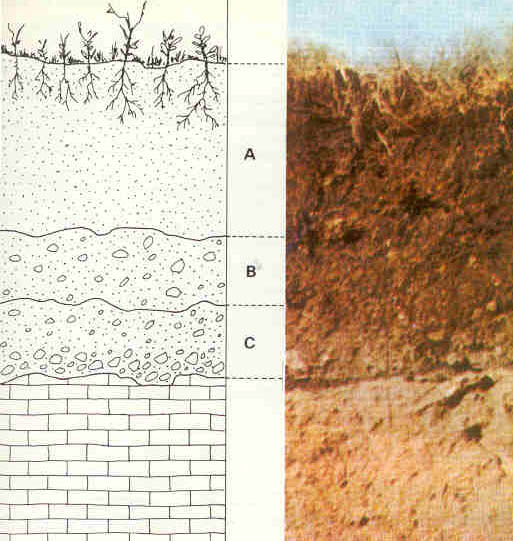
Horizontes do solo. Em geral nos solos tropicais tem-se: a)colúvio b) solo residual maduro c)solo residual jovem d)alteração de rocha.

Os solos têm sua origem na decomposição das rochas que formavam inicialmente a crosta terrestre. Esta decomposição ocorre devido a agentes físicos e químicos chamados de agentes de intemperismo. Os principais agentes que promovem a transformação da rocha matriz em solo são: as variações de temperatura, a água ao congelar e degelar, o vento ao fazer variar a umidade do solo, e a presença da fauna e da flora.
Além dos agentes de intemperismo, existem também os agentes erosivos que se diferem do primeiro por serem capazes de transportar o material desagregado. De um modo geral o principal agente erosivo é a água que atua na forma de chuva, rio, lagos, oceanos e geleiras. Nos climas áridos, como por exemplo nos desertos, o principal agente causador de erosão é o vento que dá origem à erosão eólica.
Desta forma temos dois grandes grupos de solos: os transportados e os residuais. Os solos transportados sofrem o intemperismo em um local e são transportados e depositados em forma de sedimentos em distâncias variadas, um exemplo deste solo é a aluvião e o colúvio. Já os residuais, decompõem-se e permanecem no mesmo local, guardando de certa forma, a estrutura da rocha matriz da qual foi originado, os solos residuais são solos não transportados.

## Estado dos solos

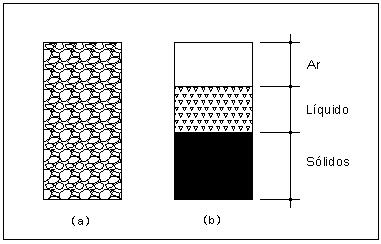
A figura (a) mostra o solo em seu estado natural e a figura (b) mostra, de forma esquemática, as três fases que compõem o solo.

O solo é composto por um grande número de partículas, com dimensões e formas variadas, que formam o seu esqueleto sólido. Esta estrutura não é maciça e por isso não ocupa todo o volume do solo, ela é porosa e portanto possui vazios. Esses vazios podem estar totalmente preenchidos por água, quando então dizemos que o solo está saturado, podem estar completamente ocupados pelo ar, o que significa que o solo está seco ou com ambos (ar e água) que é a forma mais comum na natureza. Por isso, de modo geral, dizemos que o solo é composto por três fases: sólidos, água e ar.
O estado do solo é decorrente da proporção em que essas três fases se apresentam, e isso irá determinar como ele vai se comportar. Se o Índice de vazios de um solo é reduzido através de um processo mecânico de compactação, por exemplo, a sua resistência aumenta. Outro exemplo: caso o solo esteja seco e lhe é adicionada uma quantidade adequada de água, sua coesão e consequentemente a sua resistência e plasticidade irão aumentar também.
Existem diversos índices que correlacionam o volume e o peso das fases do solo, e que nos possibilitam determinar o estado do solo.

### Índices físicos
Os principais índices utilizados para indicar o estado do solo, estão listados na tabela a seguir.
| Índice                         | Significado                                                |
| ------------------------------ | ---------------------------------------------------------- |
| Umidade do solo                | Teor de água contida no solo em função do peso dos sólidos |
| Índice de vazios               | Volume de vazios em relação ao volume dos sólidos          |
| Porosidade do solo             | Volume de vazios em relação ao volume total                |
| Grau de Saturação              | Teor de vazios preenchidos por água                        |
| Peso Específico Real dos Grãos | Densidade dos grãos sólidos                                |
| Peso Específico natural        | Densidade do solo in situ                                  |
| Peso Específico Aparente Seco  | Densidade do solo in situ excluído o peso da água          |

## Caracterização
O termo Caracterização é utilizado em Geotecnia para identificar um grupo de ensaios que visam obter algumas características básicas dos solos com o objetivo de avaliar a sua aplicabilidade nas obras de terra. São muito utilizados no início dos estudos, como por exemplo em campanhas de campo para pesquisa de potenciais jazidas de argila, cascalho ou areia.
A determinação do Peso Específico Real dos Grãos fornece uma ideia sobre a mineralogia do material e possibilita cálculos que correlacionam vários parâmetros do solo. Outro ensaio é o de Granulometria o qual é composto pelo Peneiramento, para solos granulares, e pelo Ensaio de Sedimentação, quando o solo é coesivo. Com isso pode-se obter a curva granulométrica da amostra. Concluindo os ensaios desse grupo têm-se o Limite de plasticidade e o Limite de liquidez que são conhecidos como Limites de Consistência ou Limites de Atterberg. Deles é obtido o Índice de plasticidade.
Com o Peso Específico Real dos Grãos, a curva granulométrica e o Índice de plasticidade, é possível saber se o material poderá ser aplicado, por exemplo, em filtros ou drenos, no caso das areias, se poderão ser utilizados em base de rodovias, no caso dos cascalhos ou em aterros, como os siltes e as argilas.

## Classificação dos solos
Tendo em vista a grande variedade de tipos e comportamentos apresentados pelos solos, e levando-se  em conta as suas diversas aplicações na engenharia, tornou-se inevitável o seu agrupamento em conjuntos que representassem as suas características comuns. Não existe consenso sobre um sistema definitivo de classificação de solos, sendo que os mais utilizados no Brasil são:
1. Classificação Granulométrica - técnica pela qual os diversos tipos de solos são agrupados e designados em função das frações preponderantes dos diversos diâmetros de partículas que os compõem;
2. Sistema Rodoviário de Classificação - sistema de classificação de solos, baseado na granulometria e nos limites de consistência do material;
3. Sistema Unificado de Classificação de Solos - foi criado pelo engenheiro Arthur Casagrande para aplicação em obras de aeroportos, contudo seu emprego foi generalizado sendo muito utilizado atualmente pelos engenheiros geotécnicos, principalmente em barragens de terra;
4. Classificação tátil-visual - sistema baseado no tato e na visão, por isso, para sua realização, é necessário um técnico experiente e bem treinado, que tenha prática nesse procedimento.

A Classificação Granulométrica é base para as demais, agrupando os solos segundo os tamanhos predominantes de seus grãos. O Sistema Rodoviário é mais utilizado na construção de rodovias enquanto que o Sistema Unificado tem a sua maior utilização nas obras de barragens. A Classificação Tátil-visual é bastante empregada pelos engenheiros de fundações que se baseiam nos modelos clássicos mas também utilizam do conhecimento prático do comportamento do solo de sua região. De um modo geral, para as obras de engenharia, os aspectos que abordam o comportamento do solo têm mais relevância sobre aqueles que denotam sua constituição, por isso deverão ser priorizados em qualquer sistema de classificação.

## Compactação

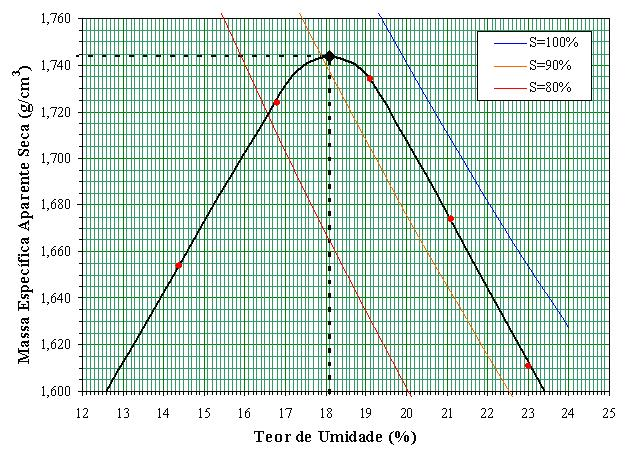
Curva de Compactação da qual se obtem a umidade ótima e a Massa Específica Aparente Seca Máxima.

A Compactação é um processo mecânico através do qual se impõe ao solo uma redução do índice de vazios por expulsão de ar. Seu objetivo é melhorar as características mecânicas e hidráulicas do solo, proporcionando-lhe acréscimo de resistência e redução da compressibilidade e permeabilidade.
Em 1933, o engenheiro Ralph Proctor apresentou seus estudos demonstrando um dos mais importantes princípios da Mecânica dos Solos: a densidade com que um solo é compactado sob uma determinada energia de compactação depende da umidade do solo no momento da compactação.
Proctor percebeu que a massa específica aparente do solo aumenta juntamente com o teor de umidade até um valor máximo, a partir do qual passa a decrescer. Com isso ele conclui que para cada solo e para uma energia de compactação, existe uma umidade ótima que irá proporcionar a compactação máxima.
Note-se que se num processo a alta compactação pode ter efeito desejado, como num aterro para uma estrada, noutro pode ter efeito danoso, como num terreno dedicado ao cultivo agrícola.
- Massa Específica Aparente Úmida
- Ensaio de compactação Proctor
- Índice de Suporte Califórnia (ISC ou CBR)
- Compacidade relativa

## Fluxo de água nos solos
Em geotecnia o fenômeno do deslocamento da água através do solo é chamado de percolação da água. Conhecer como se dá o fluxo da água no solo é muito importante pois ele é responsável por um grande número de problemas práticos de engenharia, os quais podem ser resumidos em três grupos:
1. a vazão da água através de maciços terrosos, drenos ou filtros;
2. o recalque nas fundações das obras; e
3. a estabilidade geral das massas de solo principalmente de taludes.

Para o estudo da percolação, é fundamental que seja conhecido o coeficiente de permeabilidade do solo. Este parâmetro é obtido em laboratório através do Ensaio de Permeabilidade com Carga Constante no caso de solos granulares como as areias e pedregulhos ou através do Ensaio de Permeabilidade com Carga Variável para o caso de solos finos como as argilas.

## Compressibilidade

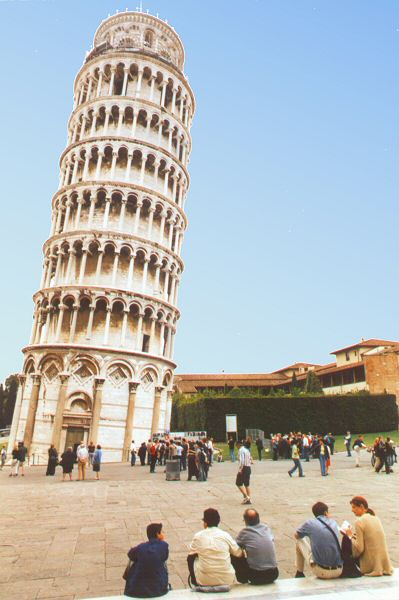
Torre de Pisa.

A compressibilidade de um solo é indicada pelo índice de adensamento, o qual pode ser obtido por vários métodos. O mais utilizado é o método clássico desenvolvido por Terzaghi e conhecido no Brasil como ensaio de adensamento lateralmente confinado ou ensaio edométrico. O processo consiste na aplicação de carregamentos verticais em uma amostra lateralmente confinada. Nesse processo ocorre a redução do volume do solo. Esta redução é devida a tensão sobre a amostra, que faz com que as partículas de solo posicionem-se de forma mais compacta, reduzindo o volume de vazios e consequentemente o volume total. Quando a amostra está saturada, o adensamento se dá pela expulsão da água.
A Torre de Pisa é um exemplo clássico de obra que promoveu um grande adensamento do solo sob suas fundações gerando um elevado nível de recalque diferencial. Outro exemplo bastante citado no Brasil são os prédios na orla da cidade de Santos.

### Modelo mecânico de Terzaghi
O processo de consolidação é explicado, freqüentemente, com um sistema idealizado por Terzaghi, onde o solo é representado por uma mola cuja deformação é proporcional à carga sobre ela aplicada. O solo saturado pode então ser imaginado como uma mola dentro de um cilindro cheio de água. O cilindro tem um pequeno furo no seu êmbolo, por onde a água pode sair lentamente representando assim a sua baixa permeabilidade.

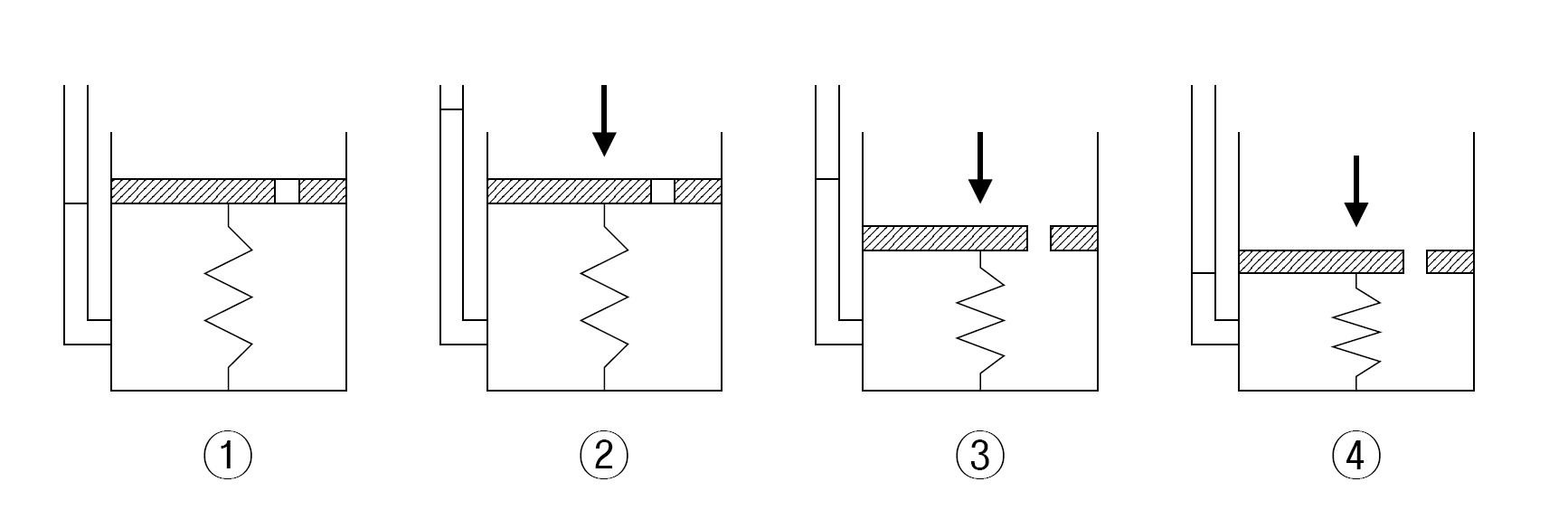
Teoria do adensamento de solos de Terzaghi em analogia com um sistema mecânico.

O modelo mecânico de Terzaghi, representado na figura acima, tem seu funcionamento conforme descrito a seguir.
1. O cilindro cheio d'água, e com a mola dentro, estão em equilíbrio e representam o solo saturado;
2. É aplicado um carregamento sobre o pistão. Nesse momento a água é que sustenta toda a carga, pois ela pode ser considerada incompressível;
3. À medida que a água é drenada pelo orifício, parte do carregamento passa a ser suportado pela mola que vai encolhendo e aumentando sua resistência. O solo está adensando;
4. O sistema volta ao equilíbrio pois a pressão da água foi toda dissipada e a mola, que representa a estrutura sólida do solo, suporta a carga sozinha. É o fim do adensamento.

## Resistência ao cisalhamento
- Círculo de Mohr
- Cisalhamento direto
- Compressão simples
- Compressão triaxial

## Geossintéticos

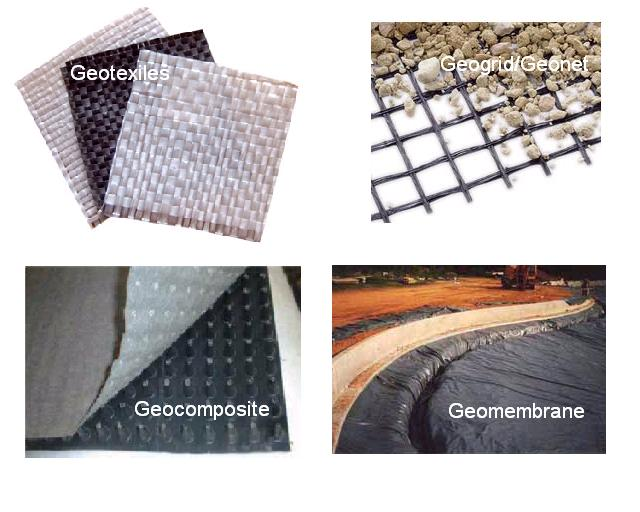
Os quatro principais grupos de geossintéticos: Geotêxtil, Geogrelha, Geocomposto e Geomembrana.

O termo geossintético é usado para descrever uma família de produtos sintéticos utilizados para resolver problemas em geotecnia. A natureza sintética desses produtos os tornam próprios para uso em obras de terra onde um alto nível de durabilidade é exigido. Os geossintéticos são divididos em vários grupos sendo que os quatro principais são: geotexteis, geogrelhas, geomantas e geocompostos.
Esses produtos são constituídos por uma grande variedade de materiais e formas, cada um adequado a um determinado uso ou necessidade. Em geotecnia as principais obras que utilizam esses materiais são: aeroportos, ferrovias, rodovias, aterros, estruturas de contenção, reservatórios, canais e barragens.
As aplicações mais comuns para os geossintéticos são:
- reforço estrutural de obras de terra, principalmente em taludes;
- impermeabilização de barragens, aterros sanitários[11] e outros;
- proteção superficial contra erosão;
- separador de materiais como por exemplo em drenagens; e
- funcionando como filtro.